# 青塘桥
青塘桥，位于中国广东省湛江市廉江市石岭镇青塘村，为湛江市廉江市的一个市级文物保护单位，类型为古建筑，公布时间为1987年12月1日。
青塘桥的历史年代为清代。